# Sweden Rock Festival
Sweden Rock Festival — музичний фестиваль, заснований Інгольфом Перссоном у 1992 році, який щороку проводиться у Швеції протягом 3-4 днів на початку червня. Починаючи з 1998 року незмінним місцем проведення є містечко Нор'є, до цього фестивалі відбувалися в Улофстремі та Карлсгамні. Стилістичні рамки фестивалю охоплюють важкі напрями музики (разновиди хеві-металу та хард-року), а також блюз-рок.

## Загальна інформація
Перший фестиваль було проведено 6 червня 1992 року під назвою «Summer Festival». Незважаючи на невеликі масштаби заходу, організаторам вдалося залучити до участі таких відомих виконавців, як Nazareth та Wishbone Ash. Це був єдиний раз, коли фестиваль відбувався у місті Улофстрем.
Протягом п'яти наступних років (з 1993 по 1998 рік) захід незмінно відбувався у Карлсгамні під назвою «Karlshamn Rock Festival». Тривалість фестивалю було збільшено — відтепер від проводився протягом двох днів. Склад учасників постійно розширювався та покращувався: Deep Purple, Uriah Heep, Clawfinger, Black Sabbath, Lynyrd Skynyrd, Status Quo, Saxon та багато інших — усі ці «зірки» світового масштабу відвідали місто у лені Блекінге задля виступи перед натовпом глядачів, що з кожним роков відвідували фестиваль у все більшій кількості.
Починаючи з 1998 року фестиваль проводиться у містечку Нор'є (комуна Сельвесборг). У 1999 році він отримав нинішню назву — «Sweden Rock Festival». Організатори заходу почали значно більше уваги приділяти сучасній важкій музиці, проте зберегли розмаїття стилістичних жанрів серед запрошуваних колективів. Можливо, це й стало запорукою популярності заходу, який з кожним роком нарощував об'єми. Згодом тривалість «Sweden Rock Festival» було доведено до чотирьох днів. У 2008 році фестиваль відвідали 33 200 глядачів, завдяки чому він став найбільшим музичним фестивалем Швеції усіх часів. Щоправда, у 2011 році «Peace & Love» перевершили усі показники з результатом 50 000 відвідувачів. Втім, «Sweden Rock» також не стояв на місці і усі ці роки хоч і не так активно, але нарощував показники проданих квитків — у 2009 році глядачами фестивалю стали вже 35 200 людей, що на три тисячі більше, ніж торік. За час проведення заходу у Нор'є участь у ньому взяли такі відомі колективи та виконавці, як Еліс Купер, HammerFall, Motörhead, Stratovarius, Dio, Manowar, Scorpions, In Flames, Інгві Мальмстін, Ґері Мур, Helloween, Брюс Дікінсон, Доро Пеш, Rage, Blind Guardian, Jethro Tull, Sepultura, Children of Bodom, Europe, Nightwish, Judas Priest, Behemoth, Dream Theater, Kansas, Arch Enemy, Annihilator, Whitesnake, Dimmu Borgir, Apocalyptica, Джо Сатріані, ZZ Top, Guns N' Roses, Оззі Осборн, Cannibal Corpse та багато інших.

## Склад учасників за роками
1992 рік
1993 рік
1994 рік
1995 рік
1996 рік
1997 рік
1998 рік
1999 рік
2000 рік
2001 рік
2002 рік
2003 рік
2004 рік
2005 рік
2006 рік
2007 рік
2008 рік
2009 рік
2010 рік
2011 рік
2012 рік
2013 рік
2014 рік
2015 рік
2016 рік
2017 рік
2018 рік
2019 рік
2020 та 2021 роки
Фестиваль був скасований у 2020 та 2021 роках через пандемію COVID-19.
2022 рік
2023 рік